# Milk Inc.
Surgido em 1996, o Milk Inc. (Também conhecido como Milk Incorporated) é um grupo dance procedente da Bélgica, sendo um dos grupos de Dance Music de maior longevidade.
Na sua formação atual fazem parte:
- Linda Mertens - Vocalista
- Regi Penxten - Tecladista / Produtor
- Filip Vandueren - Tecladista / Produtor

## História
O Milk Inc. começou como um projeto de estúdio de três jovens produtores belgas: Regi Penxten, Filip Vandueren e Ivo Donckers. Os três já haviam deixado sua marca na cena house da Bélgica, trabalhando para o K-lab (Dance Opera), Regg & Arkin, Karnak-X, algumas das compilações "Illusion" (discoteca onde Regi é DJ residente) e remix para diferentes grupos dance.
Seu primeiro lançamento com o nome de Milk Inc., "La Vache", incluiu um remix vocal feito pelo DJ e produtor belga Praga Khan e este remix acabou por fazer o grupo despontar. Quem cantou foi a vocalista Mikki Van Lier (Mikki Mono, Jade4U). A música virou um grande hit na França, vendendo mais de 300.000 cópias (disco de ouro para um single) e aparecendo em mais de 3.000.000 compilações. Depois de um tempo, Regi começou a procurar por uma nova vocalista, pois Jad4U estava muito ocupada com Praga Khan quando este começou a fazer sucesso nos Estados Unidos.
Ele então encontrou Sofie Winters, que cantou apenas no segundo single "Free Your Mind", que não obteve tanto sucesso.
Para o terceiro single, "Inside of Me", Ann Vervoort foi a vocalista e frontgirl escolhida (Regi passou a ser o frontman neste single). Vervoort era dançarina para Pat Krimson e designer gráfica.
"Inside of Me", lançado em fevereiro de 1998, também não obteve grande sucesso nas listas de vendas, mas foi muito tocado nas discotecas. Em uma turnê pela África do Sul em março do mesmo ano, receberam um disco de ouro pelo single "La Vache".
Não apenas na França e na África do Sul o Milk Inc. é adorado, mas em Israel a MTV local os exibia como "La Vache" em horário nobre. Já na Inglaterra o single "La Vache" atingiu a 23ª posição. No Brasil, apesar de não ter tido sucesso comercial, sabe-se que a rádio Megamix 98 de Belo Horizonte tocava "La Vache" em sua programação, alguns registros de programas da época podem ser encontrados no Youtube.
Em um documentário lançado em 2023 chamado Belpop, Regi comenta que apesar do sucesso no exterior a sua vontade era fazer sucesso em seu país natal, a Bélgica, foi quando junto com Filip Vandueren, escreveram "In My Eyes", a música tinha uma base mais pop e explorava mais os vocais, com coro, refrão e ponte. Essas mudanças foram introduzidas em parte por John Miles Jr., que se uniu ao grupo e passou a co-escrever as canções primeiramente para guitarra. 
"In My Eyes" bateu recordes na Bélgica. Era um novo estilo de música, um estilo que lhes deu um enorme êxito comercial. Este single vendeu 40.000 cópias e eles ganharam o Donna Award.
Vários singles com o mesmo estilo e vocal foram lançados em seguida, obtendo o mesmo êxito (Promise, Oceans e Losing Love). Apocalypse Cow, seu primeiro álbum, foi lançado em maio de 1999 e era uma recompilação de singles antigos e vários novos. O álbum tornou-se o álbum dance mais vendido na Bélgica no ano de 1999. Deste álbum, "Promise" atinge a terceira posição nos charts belgas, e "Oceans" e "Losing Love" atingem respectivamente as posições 8ª e 2ª.
Em 14 de abril do ano 2000 é lançada a música "Walk on Water" que se tornou um grande sucesso na Bélgica: número 1 nas listas de singles, e também número 3 na Holanda no ano seguinte. O single rendeu o TMF Awards de "Melhor Grupo Dance Internacional" para o Milk Inc. na Holanda.
Ann Vervoort, até então a face do grupo para o mundo, anuncia sua saída do Milk Inc. em 15 de setembro de 2000. Ela havia decidido ir para Ibiza criar o selo de dance Benimusa com seu marido Patrick Claesen (Pat Krimson, criador do "Nunca" e do "2 Fabiola").
Tem se confirmado através de várias fontes que Ann não cantava ao vivo, e que a vocalista real era Karine Boelaerts (também vocalista de estúdio de projetos como "2 Fabiola" e Maurizzio). A saída de Ann do grupo deve-se principalmente a isso, ela tinha medo que descobrissem que ela não sabia cantar e na época programas de tv importantes na Bélgica passaram a querer convidados que cantassem ao vivo e não mais em playback.
Nos nos 2000, em uma discoteca, Linda Mertens vai até Regi e pergunta se ele está em busca de uma nova cantora, foi então que Regi a convidou para uma audição. Linda não só dançava bem, mas principalmente sabia cantar, e foi logo escolhida para substituir Ann, onde ela se mostrou uma das melhores e mais belas vozes da techno e dance music.
Em setembro de 2000, o grupo lançou seu primeiro single com Linda Mertens como vocalista, "Land of The Living". Um mês depois o grupo recebeu o prêmio por melhor atuação dance. Em novembro lançaram seu segundo álbum, "Land of Living". Todas as músicas dele foram compostas antes em guitarra e depois convertidas para a dance music, de forma que a estrutura básica das canções é basicamente pop clássico.
Em 03 de maio de 2001 é lançado o single "Living a Lie".
Em 11 de junho de 2001 é lançado o último single do álbum Land of the Living chamado "Never Again".
Em 30 de outubro de 2001 é lançado o single  "Wide Awake", sendo esse o primeiro do futuro álbum "Closer". "Wide Awake" atinge a posição número 2 na Bélgica e 5 na Espanha.
Em 11 de maio de 2002 é lançado o single "Sleepwalker", o single atinge a sexta posição dos charts na Bélgica e quinta posição na Espanha.
Em maio de 2002 o Milk Inc. relança o single "In My Eyes" na Inglaterra juntamente com um vídeo clipe, o single atinge a posição número 9. Um grande êxito para o grupo já que o mercado de música na Inglaterra é um dos mais competitivos do mundo, na mesma época, outros artistas belgas como "Ian van Dahl" e "Lasgo" já faziam sucesso no país. Após o sucesso de "In My Eyes" em terras inglesas, o grupo relança "Walk on Water" e "Land of the Living", que atingem respectivamente as posições 10ª e 18ª.
O cd-single "Breathe Without You" é oficialmente lançado em 26 de outubro de 2002 no "Belgian TMF Awards".
"Time" foi o primeiro single do Milk Inc. no ano de 2003 (Maio de 2003), seguido do "The Sun Always Shines On TV" (1 de setembro de 2003). "The Sun Always Shines On TV" foi o primeiro cover gravado pelo Milk Inc. (música original do A-ha). No Brasil, ambas as músicas foram lançadas nas coletâneas  "Na Balada Jovem Pan Vol. 8" e "As 7 Melhores 2004 - Jovem Pan" respectivamente.
É lançado o álbum "Closer" em 6 de outubro de 2003. A "B-side" "Nothing To You", incluída no cd-single "The Sun Always Shines On TV" também foi registrada neste álbum.
Em 9 de fevereiro de 2004, foi lançado o sexto e último single do álbum Closer, "I ´Don´t care". A música "I Don´t Care" é um dueto entre Linda e Silvy de Bie (vocalista do grupo Sylver). O álbum também tem a faixa Maybe, com um dueto entre Linda e Regi (sendo esta a primeira vez em que Regi cantou em uma música do Milk Inc.).
Além do sucesso inquestionável na Bélgica, a maioria dos singles dos três primeiros álbuns do grupo também são muito populares na Espanha, sendo "In My Eyes" considerado o maior clássico.
Em 2004 foi lançado o single "Whisper", foi o primeiro single com a voz de Linda Mertens a atingir a posição número 1 no Ultratop Charts na Bélgica.
No início de 2005, o Milk Inc. tocou no festival "Tsunami 1212" na Bélgica. Neste ano foram lançados dois singles, "Blind" e a icônica "Go to Hell", ambas figurando entre o top 5 nas paradas belgas.
Em 9 de junho de 2006 é lançado mais um single, uma versão da música "Tainted Love" mesclada com as batidas da música do Deep Zone -"It's Gonna Be Alright" de 1995. 
Em setembro de 2006 foi lançado o álbum "Supersized" juntamente com o single "Run". O álbum atinge a posição 3 nos charts belgas, e o single "Run" a posição 7. "Run' também foi amplamente tocada na Polônia, o que levou o grupo a ser convidado a participar no festival "Hity Na Czasie" no ano seguinte. 
Em 30 de setembro de 2006 foi então realizado um concerto em comemoração aos 10 anos do grupo no "Sportpaleis" na Antuérpia, que foi totalmente gravado e lançado em DVD, com o nome "Milk Inc Supersized live at the Sporpaleis 2006". Este DVD foi lançado em 8 de dezembro de 2006 na Europa. Para promover o DVD, o clipe oficial do último single do álbum Supersized intitulado "No Angel" foi gravado durante o show. 
O show no Sportpaleis foi uma quebra de paradigma, pois grupos de dance eram frequentemente associados com performances em playback, e Supersized foi o primeiro, de uma série de concertos, com banda  completa (tecladista, guitarrista, baterista) e vocalista cantando ao vivo. Os shows seguintes no Sportpaleis levaram os nomes: Supersized 2, Forever, Blackout, Eclipse, Milk Inc. Fifteeen, Miracle e MilkFest. Destes, também foram lançados os DVDs: Best of Supersized 2 (Edição limitada que vinha com a revista P-Megazine com Linda Mertens na capa), "Forever Live At Sportpaleis" e "Milk Inc 15 - The Very Best Of"  (compilado dos shows Supersized 1 e 2, Forever, Blackout e Eclipse). 
Em 22 de julho de 2006 foi lançado o single "Sunrise" que foi número 3 na Bélgica. Apesar disso, nas rádios belgas era tocada a versão remixada por Pedro Salazar, que é caracterizada por uma batida de violão que era tendência na época, muito devido a batida lembrar "Love Generation" de 2005, música que foi tema da Copa do Mundo. Fenômeno parecido já havia acontecido com "Movin on" do "Ian Van Dahl" onde a versão do "Dj Basto", que continha a batida de violão, fez mais sucesso que a versão original. A versão dance de "Sunrise" foi popularizada posteriormente com as performances ao vivo do grupo. Já na Holanda, a versão de "Sunrise" remixada por Jeckyll & Hyde foi a mais tocada, na época o Jump Style era muito popular no país e as batidas características do estilo inseridas em "Sunrise" impulsionaram o single por lá (Posição 13 nos charts).
Em outubro de 2007 é lançado o álbum "The Best Of" que atingiu a posição número 2 na Bélgica.
Em 19 de outubro de 2007 é lançado o single "Tonight" na Bélgica e também na Holanda. "Tonight" atingiu a posição 6 na Bélgica. Na Holanda, o single  conseguiu surfar um residual da onda consequente do sucesso de "Sunrise" e a música foi tocada nas principais rádios, chegando a atingir a posição 44 nos charts.
Em 16 de junho de 2008 é lançado o album "Forever" e  o single de mesmo nome. Com "Forever" o Milk Inc. chega pela primeira vez no topo do "Albums Top 200" Belga. O Single "Forever" também foi votado pelo público para ser a primeira música tocada na nova rádio que nascia na Bélgica, a "MNM", onde posteriormente Regi passou a ter seu próprio programa. Uma versão em francês da música "Forever" também foi lançada na França. 
Em 05 de setembro de 2008 foi lançado o último single do álbum "Forever" intitulado "Race" que atingiu a posição 18 na Bélgica, sendo o único single do Milk Inc. a não atingir o top 10 desde 2001. Nessa época a rádio "Top Radio", por exemplo, ao invés de tocar "Race" em sua programação, tocava "Morning Light" que fazia parte do álbum Supersized de 2006. A música ficou em evidência, pois era cantada nas aberturas dos shows da turnê Forever. O sucesso fez "Morning Light" entrar para o tracklist do álbum "Top Request 2009" lançado pela Top Radio. Ter uma música lançada a mais de três anos, tocada diariamente nas rádios, mesmo nem sendo um single, refletia a relevância e popularidade do Milk Inc. na Bélgica.
Ainda em 2008, a faixa "Guilty" do álbum "Forever" passa a ser considerada pelo grupo como o possível novo single, sendo inclusive lançada digitalmente no Canadá com remixes inéditos. Mas o grupo abandona a ideia e em 03 de julho de 2009 lança o single "Blackout", que atinge a primeira posição dos charts na Bélgica. A Faixa utiliza samples da clássica "Time Modulator" do "Zolex", projeto de dança belga fundado pelo DJ Maurizzio em 1995. O single também é lançado na Holanda com a versão "Dutch Radio Mix", que atinge a posição 84 nos charts.
Em 2009 o  Milk Inc. se apresenta na última edição do TMF Awards, cantando "Storm" e "Blackout". Era o nono ano que o grupo ganhava o prêmio de "Melhor Grupo Dance Nacional", além de ganhar na categoria "Melhor Banda ao Vivo Nacional". Durante a premiação, o mundialmente conceituado DJ Bob Sinclar, que ganhou na categoria "Melhor Grupo Dance Internacional" pergunta quem é Milk Inc., ele ficou impressionado pois todos só falavam sobre eles, e espantado disse em uma entrevista: "Eles são até mesmo mais populares do que eu." (They are even more popular than me).
A popularidade do grupo era tanta, que foram convidados para participar do Rock Werchter 2009, o equivalente ao Rock in Rio no Brasil. O grupo se apresentou ao mesmo tempo que a principal atração da noite, o Metallica. Os integrantes do Mik Inc. estavam aflitos, pois semanas antes, grupos na internet ameaçavam fazer motins e atirar objetos no palco, por não aceitarem um grupo de Dance Music sendo escalado como um dos headliners do festival. Mas para surpresa de Regi e Linda, o público lotou a arena e cantou do começo ao fim do show, sendo uma das performances mais marcantes da carreira do grupo. 
Em 15 de fevereiro de 2010 lançam oficialmente o single "Storm", sendo o segundo single seguido a atingir a primeira posição na Bélgica. Apesar de ter sido lançado somente em 2010, em 2009 a música já havia sido apresentada para o público no Sportpaleis. A música também entrou para o top 10 na Valônia, zona francófona e germanófona da Bélgica. "Storm" também fez relativo sucesso nas rádios da Bulgária. 
Em fevereiro de 2010 é lançada a música "When the Pain Comes", a música não é um single oficial do grupo e faz parte da álbum beneficente "Te gek 4!?". 
Em 09 de julho de 2010 é lançado o single "Chasing the Wind" que atinge a posição número 10 na Bélgica. 
Em 31 de janeiro de 2011 é lançado o single "Fire". Na época, Filip Vandueren comentou que eles gostam de testar e experimentar estilos, e admitiu que "Chasing the Wind" acabou sendo uma música "pop demais", mas que Fire seria a nova "Go to Hell" do grupo, com batidas fortes características do Milk Inc. "Fire" atingiu a 5ª posição nas paradas belgas. 
Em março de 2011 é lançado o álbum "Nomansland" que atinge o primeiro lugar na Bélgica. 
Em 27 de junho de 2011 é lançado o último single do álbum "Nomansland" intitulado "Shadow", o single foi morno na Bélgica comparado aos demais singles do álbum, alcançando a posição 42. 
Em 12 de setembro de 2019 o grupo lança o single "I'll Be There (La vache)", com nova letra, a música utilizava o sample das batidas de "La Vache". A música foi número 6 na Bélgica. 
Em 2012 o grupo lançou o single "Miracle", a música foi composta por Regi em homenagem a sua noiva. A primeira performance da música foi uma versão acústica cantada por Linda durante a cerimônia de casamento do Regi com Elke Vanelderen.
Em 2013 o grupo lançou o álbum "Undercover". Primeiro álbum de covers do grupo, sendo o primeiro single a música "Last Night a Dj Saved my Life", que além de ter entrado no top 10 na Bélgica também chegou a entrar nas paradas francesas. Outros singles do álbum são:"Imagination", "Sweet Child of Mine" e uma nova versão do primeiro single de sucesso do grupo intitulada "La Vache 2013".
O álbum "Undercover" nasceu a partir de um programa chamado "Milk Inc. Friday", onde toda sexta-feira Regi e Linda apresentavam um cover na rádio Qmusic. Além das músicas lançadas no álbum, o grupo também levou para a rádio versões das músicas "Dancing With Tears in My Eyes" do grupo Ultravox e da icônica "I Will Survive" de Gloria Gaynor, ambas disponíveis no Soundcloud.
Em 2014 o grupo lançou o single "Don't Say Goodbye", até então o último lançado na carreira do grupo. O single era um anúncio de pausa na carreira, pois Linda estava grávida. 
Em 2016, o grupo Milk Inc. retomou a carreira com uma turnê de comemoração de 20 anos. Para celebrar a data, apresentaram uma nova versão de "Sunrise" em estilo Drum and Bass, tocada na rádio Qmusic e durante os shows. A banda também se preparava para mais um show no Sportpaleis, mas a celebração foi interrompida por uma tragédia na vida de Linda Mertens, levando o grupo a um novo hiato.
Em silêncio, Linda enfrentava, ao lado da filha Lio, a luta contra um câncer raro, diagnosticado quando a menina tinha apenas seis meses de vida. Apesar da esperança depositada em um novo tratamento, o quadro de Lio se agravou, e ela faleceu aos dois anos e meio. Coincidentemente, a morte de Lio ocorreu no mesmo dia em que o irmão de Linda faleceu. Na época, Linda havia dado uma entrevista com tom quase premonitório, revelando o medo de voltar a ser feliz, pois sentia que a vida poderia lhe tirar essa alegria. Após a perda da filha, ela se afastou da mídia e, em 2023, revelou que viveu dois anos em "piloto automático", lidando com estresse pós-traumático.
Em 2020, Regi anunciou que o retorno de Linda ao Milk Inc. era improvável. Enquanto isso, ele passou a focar em sua carreira solo, lançando sucessos como "Where Did You Go" e "Ellie". Sua trajetória solo ganhou força na Bélgica e, em 2021, ele lotou o Sportpaleis com um show próprio, intitulado "Kom Wat Dichterbij", mesmo nome de seu primeiro single em holandês, que alcançou o topo das paradas belgas. Houve muita especulação sobre uma possível participação de Linda no evento, mas ela não apareceu. Ainda assim, clássicos do Milk Inc. foram interpretados por outros artistas belgas. 
Em 2022, Regi voltou ao Sportpaleis com mais um show solo, e novamente o público aguardava, sem sucesso, a presença de Linda. Ao final da apresentação, foi anunciado o próximo espetáculo: "The Return". O título aumentou ainda mais as especulações sobre um possível retorno de Linda. Quando questionado, Regi evitou dar uma resposta direta, explicando que o nome fazia referência a um retorno às raízes do eurodance e trance — como demonstrado em seu mais recente single, "Horen, Zien En Zwijgen", que remete aos primeiros anos do Milk Inc. 
Após anos de reclusão, Linda Mertens voltou discretamente aos palcos em 2022, iniciando sua retomada na carreira fora da Bélgica. A cantora participou de um festival "remember" em Blackpool, Inglaterra, ao lado de outros nomes da cena dance belga, como Evi Goffin, Jessy e Dee Dee.  
Desde então, Linda passou a se apresentar em festivais no Reino Unido, Espanha e Irlanda. Também fez uma aparição pontual no Canadá, onde interpretou "Insomnia", do Faithless, em dueto com Evi Goffin (ex-Lasgo). Segundo revelou em entrevista à revista Nina, o fato de o público estrangeiro desconhecer sua história pessoal – marcada pela perda da filha Lio – tornou essas apresentações menos carregadas emocionalmente. Para ela, esses shows funcionaram como uma espécie de ensaio para o tão esperado retorno em sua terra natal.
Esse reencontro com o público belga aconteceu em outubro de 2023, durante o show "The Return", no Sportpaleis. Após mais de uma hora e meia de espetáculo, Linda entrou no palco de costas, coberta por um manto preto. O público, já ciente de sua presença, a recebeu com gritos ensurdecedores de “Linda! Linda! Linda!”. O momento foi marcado por forte comoção, como se a ausência de quase uma década nunca tivesse existido.
Linda respirou fundo antes de iniciar "Whisper", sendo acompanhada por uma plateia em êxtase. Em seguida, vieram "Run" e "Blackout". Visivelmente emocionada e mais contida do que de costume, teve o apoio incondicional do público, que cantou em coro e celebrou sua volta com entusiasmo.
No segundo bloco do espetáculo "The Return", realizado no Sportpaleis, Filip Vandueren juntou-se a Regi na performance de "La Vache". Em seguida, Linda Mertens retornou ao palco para interpretar os sucessos "Miracle", "Walk on Water" e encerrar o concerto com "Go to Hell". 
Após a apresentação, Linda usou suas redes sociais para expressar o significado daquele momento. “Meu retorno não é apenas um revival da minha carreira, é um tributo à memória da minha linda filha”, escreveu no Instagram, emocionando os fãs.
O fim do show também trouxe uma grande surpresa: o anúncio oficial do retorno do Milk Inc., além de dois concertos agendados para 2024 no Sportpaleis, sob o título "Regi vs Milk Inc.". Coincidentemente, naquele mesmo dia, o single "Walk on Water" foi eleita pelo público da rádio belga Qmusic como a melhor música dos anos 2000.
Na noite seguinte, Linda voltou ao palco para o segundo show de "The Return". Mesmo já sabendo o que esperar, o público a recebeu com o mesmo entusiasmo, gritando seu nome enquanto ela surgia, novamente, coberta por um manto preto. Visivelmente emocionada, Linda precisou conter as lágrimas e pediu a Regi que esperasse antes de iniciar "Whisper". Após cantar os primeiros versos, recuperou o fôlego emocional e entregou uma performance muito mais confiante do que na noite anterior.
A apresentação está disponível na plataforma de streaming gratuita VTM GO.
Após a apresentação de "The Return", o entusiasmo do público se traduziu em números: os ingressos para os dois primeiros shows de "Regi vs Milk Inc." esgotaram-se rapidamente, levando ao anúncio de mais cinco datas — incluindo um show vespertino, seguindo a tendência europeia de shows com horários mais cedo. Com isso, o Milk Inc. superou seu recorde histórico de seis apresentações consecutivas no Sportpaleis, estabelecido no auge da banda em 2008. 
Durante os shows, o repertório focado no legado da banda incluiu 20 músicas marcantes: "Breathe Without You", "Living a Lie", "Sleepwalker", "Never Again", "Forever", "Run", "Whisper", "Blackout", "La Vache", "Tonight", "Storm", "Tainted Love", "Losing Love", "Promise", "In My Eyes", "I Don't Care", "Sunrise", "Walk on Water" e "Go To Hell". Apesar do extenso setlist, alguns hits notáveis ficaram de fora, como "Land of the Living", "Race", "Time", "No Angel" e "Last Night a DJ Saved My Life".
A repercussão nas redes sociais foi amplamente positiva, especialmente em relação à performance de Linda Mertens. Fãs elogiaram sua entrega no palco e chegaram a pedir por concertos exclusivos do Milk Inc., sem a participação de cantores associados ao projeto solo de Regi, como Pauline Slange, Jaap Reesema, Arno e Melanie.
Para 2025, cresce a expectativa com o anúncio de um novo single, "Unstoppable", que também dará nome à nova série de shows programados para outubro no Sportpaleis. A nova fase promete consolidar o retorno de Linda e do Milk Inc. como um dos maiores eventos da música eletrônica belga na década.

## Discografia e Videografia
| Álbum              | Ano  | País de Lançamento                                          | Formato     | Ultratop Charts (Bélgica/Flanders) | Charts Holanda |
| ------------------ | ---- | ----------------------------------------------------------- | ----------- | ---------------------------------- | -------------- |
| Apocalyps Cow      | 1998 | França e África do Sul                                      | CD          | -                                  | -              |
| Apocalypse Cow     | 1999 | Bélgica, Holanda e Espanha                                  | CD          | 5                                  | -              |
| Land Of The Living | 2000 | Bélgica, Holanda e Espanha                                  | CD          | 26                                 | 58             |
| Closer             | 2003 | Bélgica, Holanda, Espanha, Polônia, Rússia e Estados Unidos | CD, K7      | 11                                 | -              |
| Supersized         | 2006 | Bélgica, Holanda, Espanha, Polônia, Ucrânia.                | CD, Digital | 3                                  | -              |
| Forever            | 2008 | Bélgica, Holanda, Estados Unidos e África do Sul.           | CD, Digital | 1                                  | -              |
| Nomansland         | 2011 | Bélgica, Holanda e Alemanha.                                | CD, Digital | 1                                  | -              |
| Undercover         | 2013 | Bélgica, Holanda e África do Sul.                           | CD, Digital | 1                                  | -              |

| Álbum             | Ano  | País de Lançamento                   | Formato         |
| ----------------- | ---- | ------------------------------------ | --------------- |
| Double Cream      | 2001 | Bélgica, Polônia, Canadá e Cingapura | CD, K7, Digital |
| Milk Inc.         | 2002 | Reino Unido                          | CD              |
| Best Of Milk Inc. | 2004 | Austrália                            | CD/CD-ROOM      |
| Essential         | 2004 | Bélgica                              | CD              |
| The Best Of       | 2007 | Bélgica                              | CD, Digital     |
| 15 (Very Best Of) | 2011 | Bélgica                              | CD/DVD          |

| Single                              | Ano  | No Álbum                            | País de Lançamento | Formato         |
| ----------------------------------- | ---- | ----------------------------------- | --- | --------------- |
| Cream                               | 1996 | Apocalyps Cow / Apocalyse Cow       | Bélgica, Itália, Noruega, Suécia e Finlândia. | CD, LP          |
| La Vache                            | 1996 | Apocalyps Cow / Apocalyse Cow       | Bélgica, Alemanha, Itália, Espanha, Reino Unido, França, Espanha, Austrália, Nova Zelândia, Noruega, Suécia, Finlândia, Holanda, Irlanda, África do Sul e Estados Unidos. | CD, LP, K7      |
| Sky Trance (como Karnak-X)          | 1996 | Apocalyps Cow                       | Bélgica. | LP              |
| Right There (como The Vibro-Dwarfs) | 1997 | Apocalyps Cow                       | Bélgica. | LP              |
| Free Your Mind                      | 1997 | Apocalyps Cow                       | Bélgica, França, Itália, Alemanha, Dinamarca e África do Sul. | CD, LP          |
| Inside Of Me                        | 1998 | Apocalys Cow / Apocalypse Cow       | Bélgica, França, Itália, Alemanha, Dinamarca, Espanha e África do Sul | CD, LP          |
| In My Eyes                          | 1999 | Apocalypse Cow                      | Bélgica, França, Itália, Canadá, Espanha, Dinamarca, Austrália, Reino Unido, Cingapura e Nova Zelândia.                                                                   | CD, LP          |
| Promise                             | 1999 | Apocalypse Cow                      | Bélgica e Espanha, Austrália e Nova Zelândia. | CD, LP          |
| Oceans                              | 1999 | Apocalypse Cow                      | Bélgica e Espanha, Alemanha, Austrália e Nova Zelândia. | CD, LP          |
| Losing Love                         | 1999 | Apocalypse Cow / Land Of The Living | Bélgica e Espanha | CD, LP          |
| Walk On Water                       | 2000 | Land of The Living                  | Bélgica, Espanha, Irlanda, Alemanha, Itália, Canadá, Reino Unido, Cingapura e Estados Unidos.                                                                             | CD, LP, Digital |
| Land Of The Living                  | 2000 | Land of The Living                  | Bélgica, Espanha, Holanda, Reino Unido, Dinamarca. | CD, LP          |
| Don't Cry                           | 2000 | Land of The Living                  | Bélgica. | CD              |
| Livin' A Lie                        | 2001 | Land of The Living                  | Bélgica, Austrália, Espanha e Canadá. | CD, LP          |
| Never Again                         | 2001 | Land of The Living                  | Bélgica e Espanha. | CD, LP          |
| Wide Awake                          | 2001 | Closer                              | Bélgica, Canadá, Espanha. | CD, LP          |
| Sleepwalker                         | 2002 | Closer                              | Bélgica e Espanha. | CD, LP          |
| Breathe Without You                 | 2002 | Closer                              | Bélgica, Espanha e Alemanha. | CD, LP          |
| Time                                | 2003 | Closer                              | Bélgica, Espanha e Estados Unidos | CD, LP          |
| The Sun Always Shines On TV         | 2003 | Closer                              | Bélgica, Espanha, Alemanha, Estados Unidos, Austrália. | CD, LP, Digital |
| I Don't Care                        | 2004 | Closer                              | Bélgica, Holanda e Espanha. | CD, LP          |
| Whisper                             | 2004 | Supersized                          | Bélgica, Holanda e Espanha. | CD, LP          |
| Blind                               | 2005 | Supersized                          | Bélgica e Espanha | CD, LP          |
| Go To Hell                          | 2005 | Supersized                          | Bélgica | CD, LP          |
| Tainted Love                        | 2006 | Supersized                          | Bélgica, Espanha e Holanda. | CD, LP          |
| Run                                 | 2006 | Supersized                          | Bélgica, Espanha e Holanda. | CD, LP          |
| No Angel                            | 2006 | Supersized                          | Bélgica | CD, LP, Digital |
| Sunrise                             | 2007 | Forever                             | Bélgica, Holanda, Canadá, Reino Unido e Estados Unidos. | CD, LP, Digital |
| Tonight                             | 2007 | Forever                             | Bélgica, Holanda e Canadá. | CD, LP, Digital |
| Forever                             | 2008 | Forever                             | Bélgica, Holanda, França e Canadá. | CD, Digital     |
| Race                                | 2008 | Forever                             | Bélgica e Canadá | CD, LP, Digital |
| Guilty                              | 2009 | Forever                             | Canadá | Ditigal         |
| Blackout                            | 2009 | Nomansland                          | Bélgica, Holanda, Alemanha e Reino Unido | CD, Digital     |
| Storm                               | 2010 | Nomansland                          | Bélgica, Canadá e Alemanha. | CD, Digital     |
| Chasing The Wing                    | 2010 | Nomansland                          | Bélgica | CD, Digital     |
| Fire                                | 2011 | Nomansland                          | Bélgica e Alemanha. | CD, Digital     |
| Shadow                              | 2011 | Nomansland                          | Bélgica | CD, Digital     |
| I'll Be There (La Vache)            | 2011 | TBR / 15                            | Bélgica e Alemanha | CD, Digital     |
| Miracle                             | 2012 | Undercover                          | Bélgica e Alemanha | CD, Digital     |
| Last Night A DJ Saved My Life       | 2013 | Undercover                          | Bélgica, Holanda, França e Suécia. | CD, Digital     |
| Sweet Child O' Mine                 | 2013 | Undercover                          | Bélgica e Suécia | CD, Digital     |
| Imagination                         | 2013 | Undercover                          | Bélgica | Digital         |
| Don't Say Goodbye                   | 2014 | TBR                                 | Bélgica e Alemanha | CD, Digital     |

| Título                         | Ano  | País    |
| ------------------------------ | ---- | ------- |
| The DVD                        | 2004 | Bélgica |
| Supersized Live At Sportpaleis | 2006 | Bélgica |
| Forever Live At Sportpaleis    | 2008 | Bélgica |

### Singles
| Ano  | Música                            | Album                | Posição nos charts               | Posição nos charts               | Posição nos charts               | Posição nos charts               | Posição nos charts               | Posição nos charts               | Posição nos charts               | Posição nos charts               | Posição nos charts               | Posição nos charts               |
| Ano  | Música                            | Album                | BEL (FL)                         | BEL (WA)                         | BEL (Dance)                      | AUS                              | FRA                              | GER                              | NLD                              | SPA                              | SWE                              | UK                               |
| ---- | --------------------------------- | -------------------- | -------------------------------- | -------------------------------- | -------------------------------- | -------------------------------- | -------------------------------- | -------------------------------- | -------------------------------- | -------------------------------- | -------------------------------- | -------------------------------- |
| 1996 | "Cream"                           | Apocalypse Cow       | –                                | –                                | –                                | –                                | –                                | –                                | –                                | –                                | –                                | –                                |
| 1996 | "La Vache"                        | Apocalypse Cow       | –                                | 24                               | 18                               | –                                | 3                                | –                                | 86                               | –                                | 26                               | 23                               |
| 1997 | "Free Your Mind"                  | Apocalypse Cow       | –                                | –                                | –                                | –                                | 19                               | –                                | –                                | –                                | 54                               | –                                |
| 1998 | "Inside of Me"                    | Apocalypse Cow       | –                                | –                                | 6                                | –                                | 62                               | –                                | –                                | –                                | –                                | –                                |
| 1999 | "In My Eyes"                      | Apocalypse Cow       | 2                                | –                                | 2                                | 29                               | –                                | –                                | –                                | –                                | –                                | 9                                |
| 1999 | "Promise"                         | Apocalypse Cow       | 3                                | –                                | 3                                | –                                | –                                | –                                | –                                | –                                | –                                | –                                |
| 1999 | "Oceans"                          | Apocalypse Cow       | 8                                | –                                | 2                                | 74                               | –                                | –                                | –                                | 8                                | –                                | –                                |
| 1999 | "Losing Love"                     | Land of the Living   | 2                                | –                                | 1                                | –                                | –                                | –                                | –                                | 4                                | –                                | –                                |
| 2000 | "Walk on Water"                   | Land of the Living   | 1                                | –                                | 1                                | 70                               | –                                | 47                               | 3                                | 1                                | –                                | 10                               |
| 2000 | "Land of the Living"              | Land of the Living   | 2                                | –                                | 2                                | –                                | –                                | –                                | 16                               | 7                                | –                                | 18                               |
| 2001 | "Livin' a Lie"                    | Land of the Living   | 3                                | –                                | 3                                | –                                | –                                | 56                               | 44                               | 4                                | –                                | –                                |
| 2001 | "Don't Cry"                       | Land of the Living   | Somente Single promocional       | Somente Single promocional       | Somente Single promocional       | Somente Single promocional       | Somente Single promocional       | Somente Single promocional       | Somente Single promocional       | Somente Single promocional       | Somente Single promocional       | Somente Single promocional       |
| 2001 | "Never Again"                     | Land of the Living   | 17                               | –                                | 2                                | –                                | –                                | –                                | 69                               | 1                                | –                                | –                                |
| 2001 | "Wide Awake"                      | Closer               | 2                                | –                                | 9                                | –                                | –                                | –                                | 50                               | 1                                | –                                | –                                |
| 2002 | "Sleepwalker"                     | Closer               | 6                                | –                                | 2                                | –                                | –                                | –                                | –                                | 5                                | –                                | –                                |
| 2002 | "Breathe Without You"             | Closer               | 7                                | –                                | 7                                | –                                | –                                | 92                               | 45                               | 5                                | –                                | –                                |
| 2003 | "Time"                            | Closer               | 10                               | –                                | 4                                | –                                | –                                | –                                | –                                | –                                | –                                | –                                |
| 2003 | "The Sun Always Shines on T.V."   | Closer               | 5                                | –                                | 2                                | –                                | –                                | 71                               | 82                               | –                                | –                                | 86                               |
| 2004 | "I Don't Care" (featuring Silvy)  | Closer               | 3                                | –                                | 7                                | –                                | –                                | –                                | 66                               | –                                | –                                | –                                |
| 2004 | "Whisper"                         | Supersized           | 1                                | –                                | 14                               | –                                | –                                | –                                | –                                | –                                | –                                | –                                |
| 2005 | "Blind"                           | Supersized           | 5                                | –                                | 2                                | –                                | –                                | –                                | –                                | –                                | –                                | –                                |
| 2005 | "Go to Hell"                      | Supersized           | 4                                | –                                | 7                                | –                                | –                                | –                                | –                                | –                                | –                                | –                                |
| 2006 | "Tainted Love"                    | Supersized           | 7                                | –                                | 2                                | –                                | –                                | –                                | 37                               | –                                | –                                | –                                |
| 2006 | "Run"                             | Supersized           | 7                                | –                                | 14                               | –                                | –                                | –                                | 56                               | –                                | –                                | –                                |
| 2006 | "No Angel"                        | Supersized           | 10                               | –                                | 12                               | –                                | –                                | –                                | –                                | –                                | –                                | –                                |
| 2007 | "Sunrise"                         | Forever              | 3                                | –                                | –                                | –                                | –                                | –                                | 13                               | –                                | –                                | –                                |
| 2007 | "Tonight"                         | Forever              | 6                                | –                                | –                                | –                                | –                                | –                                | 44                               | –                                | –                                | –                                |
| 2008 | "Forever"                         | Forever              | 7                                | –                                | –                                | –                                | –                                | –                                | 91                               | –                                | –                                | –                                |
| 2008 | "Race"                            | Forever              | 18                               | –                                | 10                               | –                                | –                                | –                                | –                                | –                                | –                                | –                                |
| 2009 | "Blackout"                        | Nomansland           | 1                                | 67                               | –                                | –                                | –                                | –                                | 84                               | –                                | –                                | –                                |
| 2009 | "Guilty"                          | Forever              | Somente single digital no Canada | Somente single digital no Canada | Somente single digital no Canada | Somente single digital no Canada | Somente single digital no Canada | Somente single digital no Canada | Somente single digital no Canada | Somente single digital no Canada | Somente single digital no Canada | Somente single digital no Canada |
| 2010 | "Storm"                           | Nomansland           | 1                                | 7                                | 3                                | –                                | –                                | –                                | –                                | –                                | –                                | –                                |
| 2010 | "Chasing the Wind"                | Nomansland           | 10                               | –                                | 17                               | –                                | –                                | –                                | –                                | –                                | –                                | –                                |
| 2011 | "Fire"                            | Nomansland           | 5                                | –                                | –                                | –                                | –                                | –                                | –                                | –                                | –                                | –                                |
| 2011 | "Shadow"                          | Nomansland           | 42                               | –                                | –                                | –                                | –                                | –                                | –                                | –                                | –                                | –                                |
| 2011 | "I'll Be There (La Vache)"        | 15: The Very Best Of | 6                                | 86                               | –                                | –                                | –                                | –                                | –                                | –                                | –                                | –                                |
| 2012 | "Miracle"                         | Undercover           | 16                               | –                                | –                                | –                                | –                                | –                                | –                                | –                                | –                                | –                                |
| 2013 | "Last Night a D.J. Saved My Life" | Undercover           | 3                                | 32                               | –                                | –                                | 48                               | –                                | –                                | –                                | –                                | –                                |
| 2013 | "Sweet Child o' Mine"             | Undercover           | 5                                | –                                | –                                | –                                | –                                | –                                | –                                | –                                | –                                | –                                |
| 2013 | "Imagination"                     | Undercover           | 3                                | –                                | –                                | –                                | –                                | –                                | –                                | –                                | –                                | –                                |
| 2014 | "Don't Say Goodbye"               |                      | 7                                | –                                | –                                | –                                | –                                | –                                | –                                | –                                | –                                | –                                |

## Filmografia

### Clipes
| Ano  | Título                          | Diretor                                                                |
| ---- | ------------------------------- | ---------------------------------------------------------------------- |
| 1997 | "La Vache"                      | Caswell Coggins                                                        |
| 1997 | "Free Your Mind"                | Caswell Coggins                                                        |
| 1998 | "Inside of Me"                  | Caswell Coggins                                                        |
| 1999 | "Oceans"                        | Steven Buyse                                                           |
| 2000 | "Land of the Living"            | Filip Vandueren (Versão Belga) \| Andreas Tibblin (Versão Reino Unido) |
| 2001 | "Walk on Water"                 | Frank Schneider                                                        |
| 2001 | "Livin' a Lie"                  | Peter van Eyndt                                                        |
| 2001 | "Never Again"                   | Peter van Eyndt                                                        |
| 2001 | "Wide Awake"                    | Peter van Eyndt                                                        |
| 2002 | "Walk on Water"                 | Stuart Fryer                                                           |
| 2002 | "In My Eyes"                    | Damian Bromley                                                         |
| 2002 | "Land of the Living"            | Andreas Tibblin                                                        |
| 2002 | "Sleepwalker"                   | Peter van Eyndt                                                        |
| 2002 | "Breathe Without You"           | Peter van Eyndt                                                        |
| 2003 | "Time"                          | Peter van Eyndt                                                        |
| 2003 | "The Sun Always Shines on T.V." | Alex Diezinger                                                         |
| 2004 | "I Don't Care"                  | Raf Verbeemen                                                          |
| 2004 | "Whisper"                       | Peter van Eyndt                                                        |
| 2005 | "Blind"                         | Peter van Eyndt                                                        |
| 2005 | "Go to Hell"                    | —                                                                      |
| 2006 | "Tainted Love"                  | The Black Sheep                                                        |
| 2006 | "Run"                           | Peter van Eyndt                                                        |
| 2006 | "No Angel"                      | Peter van Eyndt                                                        |
| 2007 | "Sunrise"                       | Peter van Eyndt                                                        |
| 2007 | "Tonight"                       | Peter van Eyndt                                                        |
| 2008 | "Forever"                       | Alex Diezinger                                                         |
| 2008 | "Race"                          | —                                                                      |
| 2009 | "Blackout"                      | Peter van Eyndt                                                        |
| 2010 | "Storm"                         | Peter van Eyndt                                                        |
| 2010 | "Chasing the Wind"              | Peter van Eyndt                                                        |
| 2011 | "Fire"                          | —                                                                      |
| 2011 | "Shadow"                        | Peter van Eyndt                                                        |
| 2012 | "Miracle"                       | Peter van Eyndt                                                        |